# Park Narodowy Sekwoi

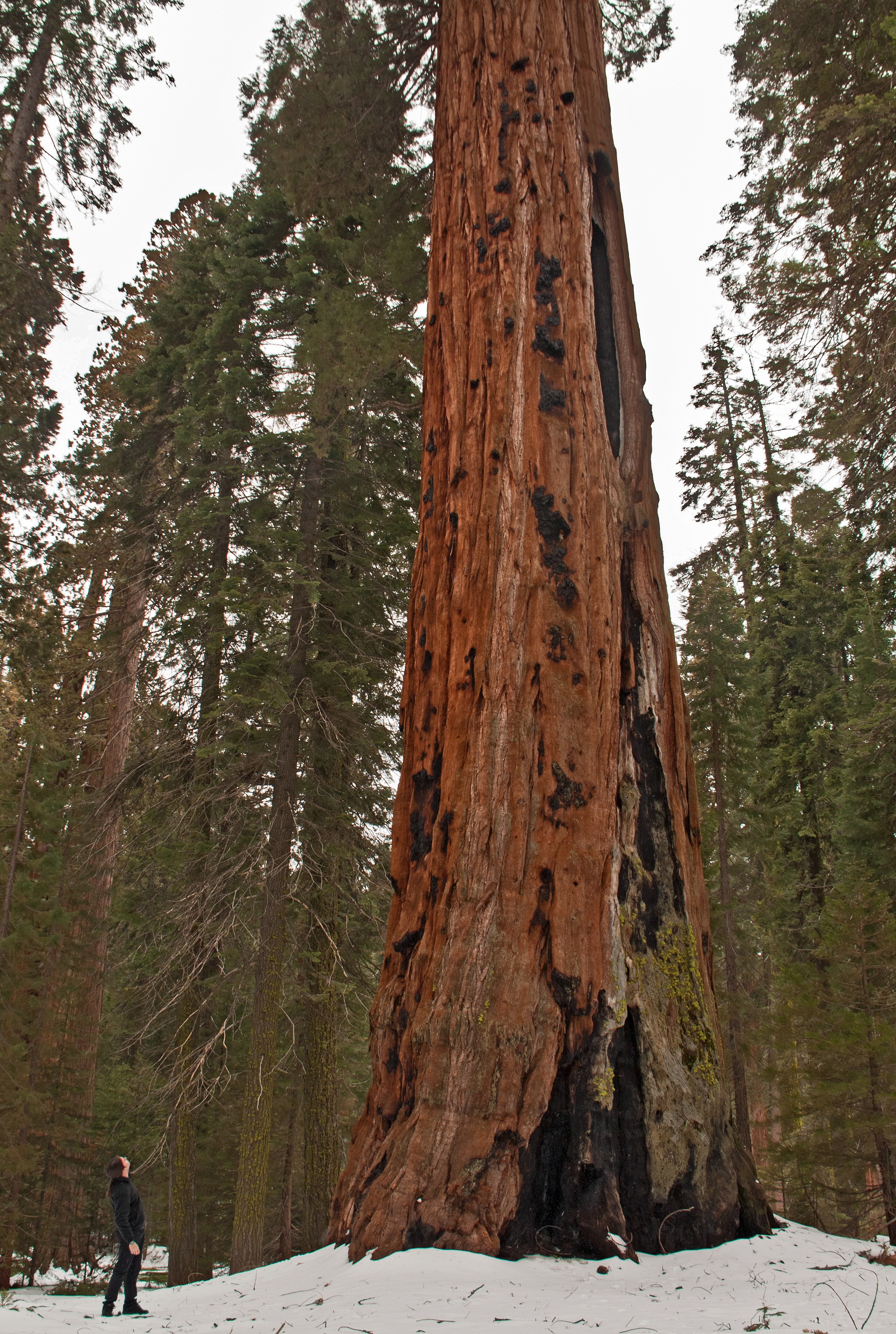
Sequoia National Park

Park Narodowy Sekwoi (ang. Sequoia National Park) – park narodowy leżący w południowej części pasma gór Sierra Nevada, na wschód od miasta Visalia w Kalifornii w Stanach Zjednoczonych Ameryki. Został ustanowiony w 1890 roku jako drugi, po Parku Narodowym Yellowstone, park narodowy w USA. Park rozciąga się na powierzchni 1635,14 km² (404 051 akrów), różnica wysokości sięga 3962 m (13 000 stóp). Na jego terenie znajduje się Mount Whitney, najwyższy szczyt w kontynentalnej części USA (poza Alaską), wznoszący się na 4421 m. (14 505 stóp) n.p.m. Park od północy sąsiaduje z Parkiem Narodowym Kings Canyon. National Park Service (Służba Parków Narodowych) administruje oboma parkami jako jedną jednostką pod nazwą Sequoia and Kings Canyon National Parks. Oba parki wchodzą także w skład rezerwatu biosfery.
Park słynie z rosnących w nim mamutowców olbrzymich, w tym największego drzewa na świecie nazwanego General Sherman tree (Drzewo Generała Shermana). Rośnie ono w Giant Forest (Lesie Olbrzymów), w którym znajduje się pięć z dziesięciu największych drzew na świecie (licząc według objętości). Giant Forest poprzez Generals Highway (Autostradę Generałów) łączy się z leżącym w Parku Narodowym Kings Canyon Grant Grove (Zagajnikiem Granta), w którym rośnie m.in. General Grant tree (Drzewo Generała Granta) – drugie co do wielkości drzewo na świecie.

## Tereny dostępne
Wielu odwiedzających park wjeżdża południowym wejściem w pobliżu miasta Three Rivers, na wysokości Ash Mountain (518 m). Na terenach wokół Ash Mountain znajduje się jedyny będący pod opieką National Park Service ekosystem California Foothills (Pogórza Kalifornii). Znajdują się w nim m.in. lasy dębu błękitnego, pogórza pokryte chaparralem, tereny trawiaste, jukki, doliny rzek. Pogórza są także domem dla rysi rudych, lisów, świstaków, grzechotników. Często widywane są również mulaki, rzadko pojawiają się natomiast pumy. Kalifornijski dąb czarny jest głównym gatunkiem pośrednim między terenami pokrytymi chaparralem a lasami iglastymi.
Na większych wysokościach, pomiędzy 1700 a 2700 m (5500 a 9000 stóp), zaczyna dominować pas lasów iglastych. Można tu znaleźć sosnę żółtą, sosnę Jeffreya, sosnę Lamberta i sosnę wydmową oraz licznie występującą jodłę kalifornijską i jodłę wspaniałą. Rosną tu także potężne sekwoje wieczniezielone. Pomiędzy drzewami, wiosenne i letnie roztopy tworzą bujne łąki. W tym regionie zwiedzający często mają okazję zobaczyć mulaki, wiewiórkę czikari i niedźwiedzie amerykańskie, które są znane z włamywania się do niezabezpieczonych samochodów, by ukraść jedzenie pozostawione przez nieuważnych turystów.

## Odludzia
Zdecydowaną większość parku stanowią bezdrożne odludzia. Żadna droga nie przecina pasma Sierra Nevada w granicach parku. 84% terenu obu parków zostało zachowane jako dzikie tereny, na których nie wolno budować budynków i dróg; są one dostępne tylko pieszo lub konno.
Dzikie obszary Parku Narodowego Sekwoi oferują ogromne przestrzenie wysokogórskich cudów przyrody. Leżąc na najwyżej położonych częściach Sierra Nevada obejmują Mount Whitney na wschodnich rubieżach parku, dostępną z Giant Forest poprzez szlak High Sierra Trail. 56-kilometrowa (35 mil) trasa przebiega przez około 16-kilometrowy (10 mil) odcinek leśny, zanim dotrze do schroniska Bearpaw Meadow, niedaleko Great Western Divide (Wielki Zachodni Dział Wodny). Bearpaw Meadow oferuje proste namiotowe domki i smaczne posiłki przyrządzane przez zamieszkującą tylko sezonowo ekipę parku.
Kontynuując szlakiem High Sierra Trail przecinającym Great Western Divide w Kaweah Gap (Przełęcz Kaweah) dociera się do Kaweah River Drainage (Dorzecze Rzeki Kaweah) z charakterystycznymi V-kształtnymi dolinami rzecznymi oraz do Kern River drainage (Dorzecze Rzeki Kern), gdzie w czasie ostatniej epoce lodowcowej stara linia uskoku pomogła lodowcom wyrzeźbić U-kształtny kanion, biegnący niemal idealnie prosto przez 32 km (20 mil). Na dnie kanionu, w odległości co najmniej dwóch dni wędrówki od najbliższej drogi, znajduje się źródło termalne Kanionu Kern, popularne wśród turystów miejsce wypoczynku. Z dna Kanionu Kern szlak ponownie wznosi się powyżej 2440 metrów (8000 stóp), docierając do szczytu Mount Whitney.
Na Mount Whitney szlak High Sierra Trail spotyka się ze szlakiem John Muir Trail i szlakiem Pacific Crest Trail, który biegnie dalej na północ wzdłuż szczytów Sierra Nevada do Parku Narodowego Kings Canyon.

## Historia
Obszar, na którym obecnie leży Narodowy Park Sekwoi, był pierwotnie zamieszkiwany przez plemię rdzennych Amerykanów Monachee (lub Zachodnich Mono), którzy zasiedlali głównie tereny Kaweah River Drainage w rejonie Pogórza, choć dowody wskazują, że okresowo zamieszkiwali nawet na wysoko położonych terenach Giant Forest. Latem rdzenni Amerykanie pokonywali wysokie górskie przełęcze, aby wymieniać towary z plemionami ze wschodu. Do dziś w wielu miejscach na terenie parku zachowały się petroglify, w szczególności w Hospital Rock i Potwisha, jak również skalne moździerze używane do przyrządzania żołędzi, podstawowego produktu żywnościowego ludu Monachee.
Do czasu, kiedy pierwsi osadnicy z Europy dotarli w te tereny, rozprzestrzeniła się już ospa, dziesiątkując populację rdzennych Amerykanów. Pierwszym europejskim osadnikiem, który na stałe osiadł w tych okolicach był Hale Tharp. Zasłynął ze zbudowania domu w wydrążonym pniu przewróconej sekwoi w Giant Forest, obok łąki Log Meadow. Tharp pozwalał swemu bydłu paść się na łące, jednocześnie żywił ogromny szacunek wobec majestatycznego lasu i sprzeciwiał się osadnictwu na tym terenie. Tharpa od czasu do czasu odwiedzał John Muir, który zatrzymywał się jego chacie. Można ją nadal podziwiać w jej oryginalnym położeniu.
Wysiłki Tharpa żeby zachować mamutowce olbrzymie początkowo odnosiły umiarkowany sukces. W latach 80. XIX wieku biali osadnicy chcący stworzyć utopijne społeczeństwo założyli kolonię Kaweah, która wzbogaciła się na handlu drewnem mamutowca. Jednakże dość późno odkryto, że w odróżnieniu od spokrewnionej z nią sekwoi wieczniezielonej, drewno mamutowca łatwo się rozszczepia i z tego powodu nie nadaje się do zrywki drewna, choć niestety tysiące drzew zostało ściętych zanim zrywka się ostatecznie zakończyła.
National Park Service włączyła Giant Forest do Parku Narodowego Sekwoi w 1890 roku, w którym utworzono park, natychmiast wstrzymując w nim wycinkę. Park powiększano kilkukrotnie na przestrzeni lat aż do obecnego kształtu. Jedno z ostatnich powiększeń miało miejsce w roku 1978, kiedy ruch społeczny wspierany przez Sierra Club odparła starania Walt Disney Corporation, która chciała zakupić górski teren byłej kopalni na południe od parku, aby utworzyć w nim kurort narciarski. Został on włączony do parku jako Mineral King, najwyżej położony w jego granicach teren zagospodarowany i popularny wśród turystów cel wędrówek.

## Speleologia
Mało znany wielu turystom jest fakt, że w parku znajduje się ponad 240 jaskiń, a potencjalnie mogą być ich kolejne setki. Wśród nich znajduje się najdłuższa jaskinia Kalifornii, licząca 32 km (20 mil) Lilburn Cave, jak również spektakularne, odkryte niedawno jaskinie, dostępne tylko specjalistom badającym ich geologię i biologię. Jedyną jaskinią udostępnioną zwiedzającym jest Crystal Cave, druga pod względem długości jaskinia parku, licząca 5,5 km (3,4 mile), bardzo dobrze zachowana biorąc pod uwagę dużą liczbę zwiedzających ją każdego roku.
Jaskinie, jak większość w kalifornijskiej części Sierra Nevada, powstały w procesie solwatacji marmuru. Marmur jest wapieniem, który został przeobrażony przez temperaturę i ciśnienie i został wyniesiony w wyniku intruzji batolitowej gór Sierra Nevada, około 50-10 mln lat temu. Nagłe wyniesienie batolitu ponad 10 mln lat temu doprowadziło do błyskawicznej erozji skał metamorficznych na większych wysokościach, odsłaniając granitowe wnętrze. Z tego powodu większość jaskiń Sierra Nevada znajduje się na niskich wysokościach (poniżej 2130 metrów/7000 stóp), choć zdarzają się też jaskinie położone powyżej 3000 metrów (10 000 stóp), jak na przykład jaskinia White Chief w Mineral King. Jaskinie te są wydrążone w skale przez liczne w parku okresowe strumienie. Większość dużych jaskiń w parku ma lub miało w przeszłości przepływające przez nie strumienie.
Jaskinie odkrywane są każdego roku – od 2003 roku odkryto ich 17. Jednym z ostatnich odkryć z września 2006 jest jaskinia nazwana Ursa Minor. Jaskinie należące do parku są cenione zarówno przez naukowców, jak i alpinistów podziemnych za ich nieskazitelne piękno, różnorodność i żyjące w nich endemity.

## Atrakcje
Oprócz pieszych wycieczek, biwakowania, łowienia ryb i wędrówek popularnymi atrakcjami parku są:
- Tunnel Log – przewrócona sekwoja z wydrążonym poprzecznie przejazdem dla samochodów.
- Crystal Cave – chroniona od 1918 roku i jedna z co najmniej 240 poznanych jaskiń parku; jest jedyną jaskinią udostępnioną do zwiedzania.
- Crescent Meadow – otoczona sekwojami łąka, którą John Muir nazywał „klejnotem Sierra”.
- pola namiotowe – trzy leżą na pogórzach: Potwisha (42 miejsca), Buckeye Flat (28 miejsc) i South Fork (10 miejsc); cztery leżą na większych wysokościach, od 2030 do 2290 metrów (od 6650 do 7500 stóp), w których dominują lasy iglaste: Atwell Mill (21 miejsc), Cold Springs (40 miejsc), Lodgepole (214 miejsc) i Dorst (204 miejsca).